# Buddha (manga)
Buddha är en manga av Osamu Tezuka som skildrar Siddartha Buddhas födelse, liv och död. Gamla berättelser kombineras med saker från Tezukas egen fantasi.